# Psalmen voor Nu
Psalmen voor Nu is een Nederlands project voor de berijming van de 150 psalmen uit de Bijbel. In het project zijn alle psalmen op nieuwe muziek gezet, in een vertaling die aansluit bij het 21e-eeuws taalgebruik. Een team van ongeveer twintig theologen, hebraïci, dichters en componisten werkte sinds 2002 aan dit project. Doel was om voor 2015 in totaal 149 nieuwe berijmingen op nieuwe melodieën te creëren. Geen 150, want psalm 42 en 43 werden gecombineerd, omdat 43 eigenlijk de tweede helft van 42 vormt.

## Geschiedenis
Toen in mei 2003 landelijk bekend werd waar het team van Psalmen voor Nu mee bezig was, werd erover bericht in veel media, van NOS Journaal tot de nieuwtjesrubriek van popzender MTV. De Telegraaf kopte: Popmuziek moet psalmen redden. Het projectteam gaf aan dat het van mening was dat de psalmteksten zichzelf wel konden redden. De nieuwe berijming was volgens het team geen noodgreep, maar iets wat door de eeuwen heen om de zoveel jaren plaatsvindt.
Naar de mening van het projectteam worden de psalmen, zoals die zijn geschreven op Geneefse melodieën van rond 1540, steeds minder gezongen in de christelijke kerken. Nieuwe christelijke liederen (zoals opwekking en liederen uit Taizé) lijken daarentegen steeds populairder te worden. Waren dit soort nieuwe liederen in de evangelische kerken al gemeengoed, ook in sommige meer traditionele kerken wordt sinds eind 20e eeuw regelmatig uitgeweken naar de modernere gezangen.
De ambities van het projectteam zijn door hen in de eerste uitgave met 17 psalmen (onder de titel Totdat het veilig is, uit de berijming van psalm 57) in drie punten min of meer als volgt samengevat:
1. De teksten van de psalmen moeten begrijpelijk zijn, en mee te zingen zijn op een melodie die dicht bij de muziekcultuur staat van mensen uit de 21e eeuw.
2. Inhoudelijk gezien zijn de psalmteksten dermate waardevol, dat het jammer zou zijn wanneer ze uit het kerkrepertoire verdwijnen.
3. De berijmingen moeten ook aansprekelijk zijn voor mensen die niets van Bijbel, kerk of christendom afweten.

De berijmingen van Psalmen voor Nu maken gebruik van recent onderzoek naar de literaire structuur van de psalmen door bijvoorbeeld Jan Fokkelman (schrijver van De Bijbel Literair). De taal van de psalmberijming is minder plechtstatig dan de laatste berijmingen en de melodieën wortelen in de traditie van de lichte muziek van de afgelopen vijftig jaar.
De psalmbewerkingen van Psalmen voor Nu worden door een externe producer (Minco Eggersman) en arrangeur (René de Vries) voor het projectteam op cd gezet. Een externe band (De Psalmen voor Nu-band) verzorgt namens het team rond het uitbrengen van de cd's een reeks concerten.

## Cd's
- In april 2005 verscheen de eerste cd Totdat het veilig is, met 16 psalmen en een bonustrack: psalm 23 in het Fries. In december 2005 meldde de organisatie dat er tegen 10.000 exemplaren verkocht waren.
- In maart 2006 verscheen de tweede cd Voor niemand bang (titel uit psalm 3), met deze keer 15 psalmen. Daarvan werden er in drie maanden tijd 5600 exemplaren verkocht. Van de twee eerste bladmuziekbundels werden 2500 exemplaren verkocht.
- In 2008 volgde de vierde cd Geen woord te veel. De titel van deze cd is ontleend aan de PvN-versie van de langste psalm uit de Bijbel: psalm 119. Met deze psalm van 22 minuten en elf andere psalmen bevat de cd in totaal twaalf liederen. In totaal stond de Psalmen voor Nu-teller daarmee op 58 psalmen. De Friese versie van psalm 23 is dan niet meegerekend.
- In maart 2009 verscheen de 5e cd: Gefeliciteerd, ontleend aan psalm 1. Vanaf deze cd werd arrangeur Ruben Bekx aan het productieteam van Minco Eggersman toegevoegd.
- In november 2014 waren alle 149 psalmen af. Er zijn uiteindelijk 11 cd's gemaakt (de laatste was een dubbel-cd) om alle 149 psalmen een plek te kunnen geven.

#### Alle psalmen op cd
| cd-nr | Verschijningsdatum | Titel                   | Psalmen |
| ----- | ------------------ | ----------------------- | --- |
| 1     | april 2005         | Totdat het veilig is    | 4, 9, 15, 22, 28, 53, 57, 73, 84, 90, 121, 130, 131, 136, 142, 147                                                            |
| 2     | maart 2006         | Voor niemand bang       | 3, 6, 12, 13, 14, 29, 39, 41, 42/43, 61, 67, 113, 122, 137, 150                                                               |
| 3     | februari 2007      | Liefde, brood en slaap  | 5, 8, 16, 23, 46, 56, 78, 79, 87, 110, 123, 126, 127, 134, 145                                                                |
| 4     | maart 2008         | Geen woord te veel      | 20, 25, 26, 30, 52, 64, 82, 101, 117, 119, 120, 125                                                                           |
| 5     | maart 2009         | Gefeliciteerd           | 1, 32, 59, 63, 86, 92, 100, 102, 105, 124, 128, 133, 148                                                                      |
| 6     | maart 2010         | Beker met een barst     | 7, 31, 40, 44, 58, 75, 88, 93, 98, 111, 112, 114, 129                                                                         |
| 7     | maart 2011         | Mooie droom             | 24, 34, 48, 49, 54, 62, 70, 77, 89, 95, 106, 118, 138                                                                         |
| 8     | maart 2012         | Heilig boven alles      | 47, 60, 72, 76, 81, 85, 96, 99, 107, 109, 132, 141, 146                                                                       |
| 9     | februari 2013      | Licht, kom tevoorschijn | 10, 11, 18, 27, 33, 45, 80, 83, 91, 116, 140, 144                                                                             |
| 10    | november 2014      | Compleet gelukkig       | 2, 17, 19, 21, 35, 36, 37, 38, 50, 51, 55, 65, 66, 68, 69, 71, 74, 94, 97, 103, 104, 108, 115, 135, 139, 143, 149 (dubbel-cd) |